# Dispersão de sementes

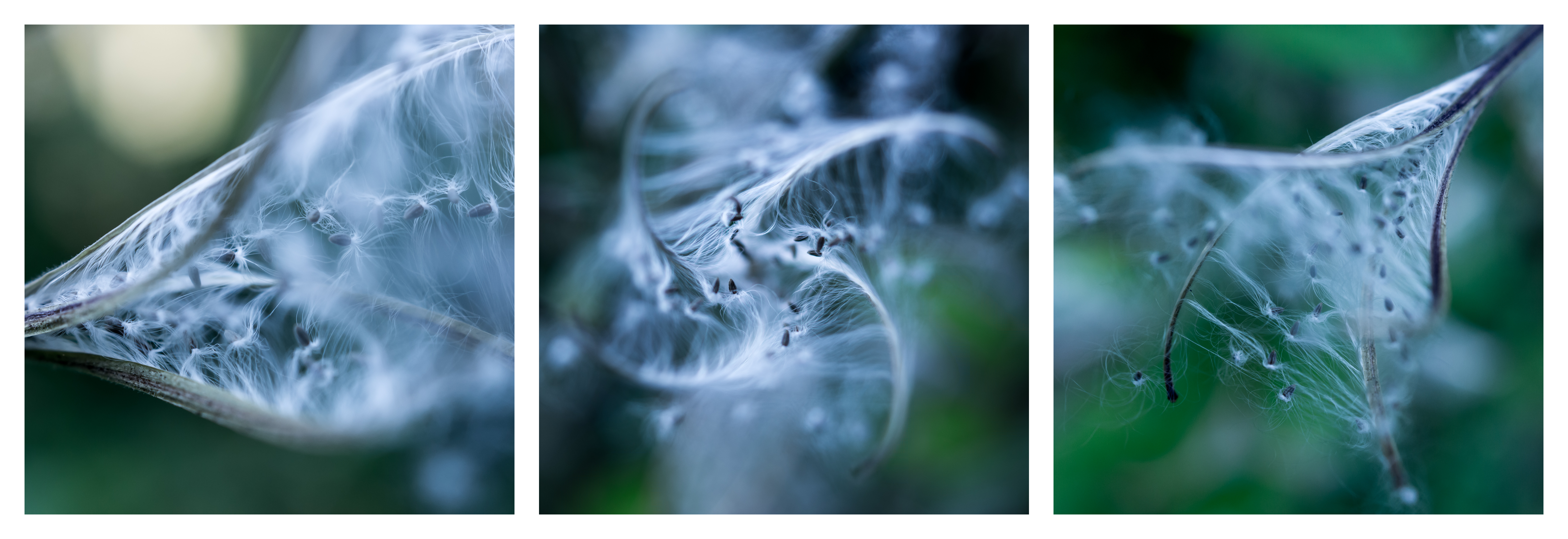
Cabeça de semente Hirsutum epilobium dispersando semente.

A dispersão de sementes é o movimento ou transporte de sementes para longe da planta-mãe. O mecanismo de dispersão de sementes poderiam ser definidos como os meios pelos quais a espécie vegetal (semente) tenta "conquistar" novas áreas. Essa capacidade de distribuição aleatória da germinação no espaço, conferida pelos mecanismos de dispersão, seria o fator fundamental da heterogeneidade das populações vegetais. essa heterogeneidade, por sua vez, teria sido o fator mais importante na manutenção e na expansão dos vegetais sobre a Terra.

## Evolução da dispersão de sementes
Sendo as plantas organismos não dispersantes, elas estão sujeitas às variações ambientais e a períodos desfavoráveis, já que não possuem a capacidade de movimentação dos animais, que evitam situações desfavoráveis, migrando para outros locais. Assim, as plantas são organismos mais plásticos e possuem maior tolerância às variações ambientais. No entanto, caso não houvesse migração em nenhum dos estágios das plantas, a competição entre indivíduos de uma população e de populações adjacentes seria extremamente forte, e possivelmente poderia levar espécies à extinção via exclusão competitiva. Logo, a polinização e a dispersão de sementes garantem o movimento das plantas no espaço, e a migração de genes entre populações.
Existem 3 hipóteses principais que explicam a evolução da dispersão de sementes, demonstrando vantagens do evento para as plantas. As hipóteses se baseiam em vantagens como: (a) evitar a mortalidade desproporcional das sementes e plântulas próximas à planta-mãe, (b) aumentar as chances da prole encontrar um ambiente livre de competição, (c) assegurar que a prole encontre um local favorável para se estabelecer.[carece de fontes?]

## Na natureza
As diferentes maneiras como os diásporos são dispersos e a frequência com que atingem ambientes favoráveis para o estabelecimento da planta é que determinam a riqueza e a distribuição espacial das populações de plântulas. Os padrões de distribuição no espaço dependem de interações diretas e indiretas com as forças seletivas bióticas e abióticas da comunidade. Assim, um dos processos que determinam a riqueza e distribuição das plantas é, sem dúvida, a síndrome de dispersão de frutos e sementes.
A dispersão é caracterizada como o transporte dinâmico, resultando em estado passivo de distribuição dos diásporos desde a planta-mãe até um ambiente que ofereça condições favoráveis para o estabelecimento das espécies; assim, a dispersão torna-se realidade biológica que assegura a expansão das espécies.
O conjunto de processos pelos quais sementes e frutos são dispersos ou transportados, à maior ou menor distância da planta-mãe, é definido como síndrome de dispersão. Existem quatro principais grupos de síndromes: 1) Zoocoria - dispersão realizada por diferentes grupos de animais 2) Anemocoria - síndrome cujo principal agente dispersor é o vento 3) Autocoria – as sementes são dispersas pelas próprias plantas, em que os frutos se abrem por deiscência explosiva e lançam as sementes e 4) Barocoria – dispersão realizada apenas pelo peso do diásporo e por ação da força gravitacional.

## Zoocoria
A zoocoria recebe várias denominações de acordo com o animal que dispersa:
- Mirmecocoria: formigas
- Ictiocoria: peixes
- Saurocoria: répteis
- Ornitocoria:  pássaros
- Mamaliocoria: mamíferos
- Quiropterocoria: morcegos
- Antropocoria: homem